# Bootje
Bootje is een lied van de Nederlandse zangers Antoon en Paul Sinha. Het werd in 2021 als single uitgebracht en stond in 2023 als elfde track op het album Engel van Antoon.

## Achtergrond
Bootje is geschreven en geproduceerd door Antoon en Paul Sinha zelf. Het is een nederpopnummer waarin de artiesten zingen over het varen van een bootje door de grachten. Het zomerse nummer heeft ook wat invloeden vanuit het genre house. Het is niet de eerste samenwerking van de twee artiesten, die eerder samenwerkten op Hockeyclub. Het lied werd veel geluisterd en leverde voor de artiesten een platina plaat op. In het nummer wordt er door de zangers bezongen wat ze doen terwijl ze op een bootje varen. Dit is echter niet allemaal legaal. Zo wordt er gezegd dat ze naar vrouwen fluiten (straatintimidatie), dat ze varen zonder vaarbewijs, dat drinken tijdens het varen, dat ze de gracht blokkeren en ze leggen hun boot aan bij een ligplaats in plaats van bij een aanlegplaats. Dit zijn allemaal illegale handelingen waarvan het totale boetebedrag zou kunnen oplopen tot €1520.

## Hitnoteringen
Het lied had enkele successen in Nederland. In de Single Top 100 stond het 27 weken in de lijst en piekte het op de 23e plaats. De Top 40 werd niet gehaald, maar het bleef steken in de Tipparade. Hier kwam het tot de vierde plaats.